# Maler von London E 777

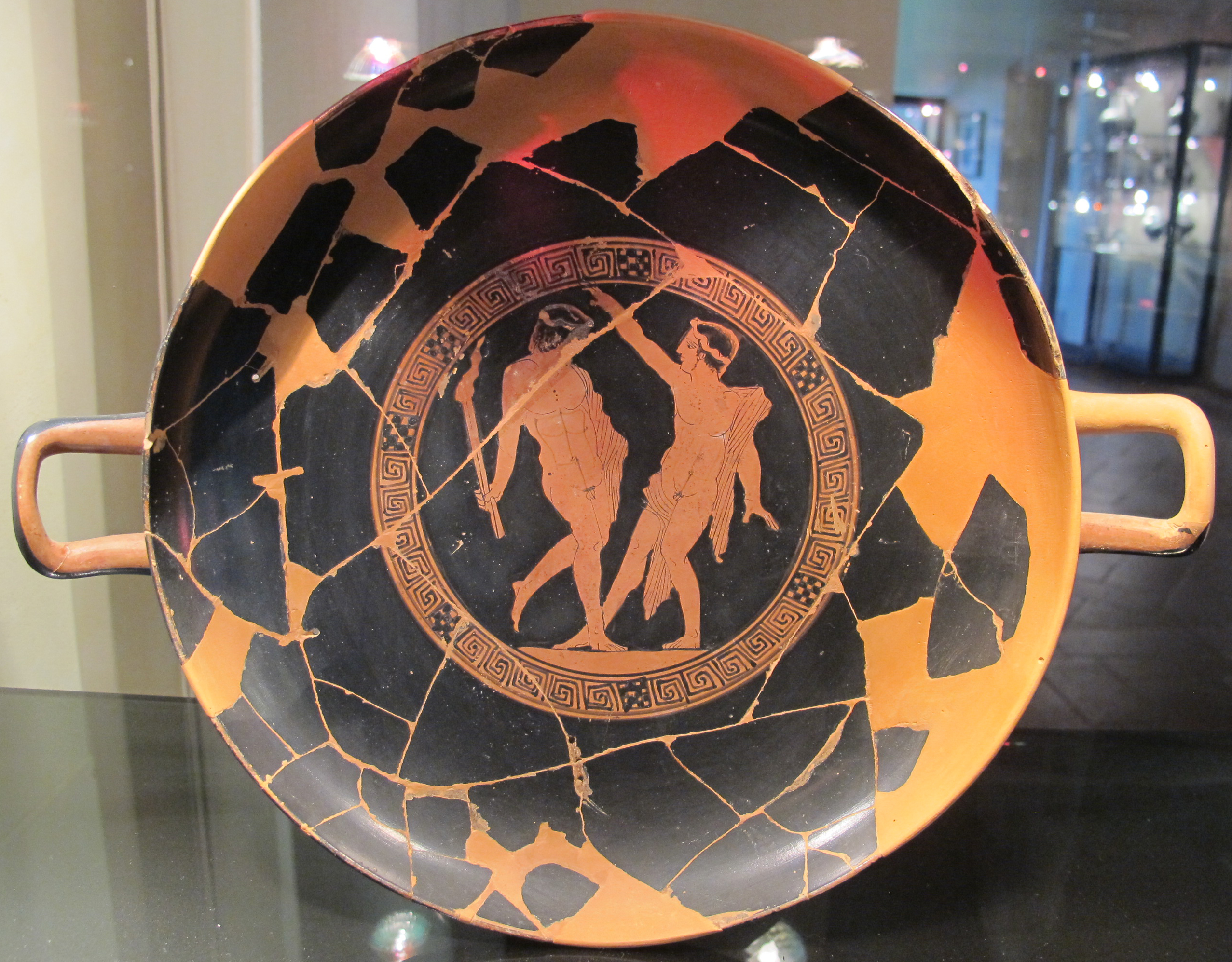
Kylix im Museo Nazionale Archeologico in Arezzo.

Der Maler von London E 777 (tätig um 475 – 425 v. Chr. in Athen) war ein griechischer Vasenmaler des rotfigurigen Stils. Seinen Notnamen erhielt er nach der Pyxis E 777 im Londoner British Museum. Ausgehend von diesem Werk werden ihm heute – jedoch nicht unumstritten – zahlreiche weitere Werke zugeschrieben. Viele Werke aus seinem Umkreis gelten als Arbeiten des Malers von Heidelberg 211, der vermutlich ein Mitarbeiter oder Schüler von ihm war. Zu seinem engeren Umkreis gehörte eventuell auch der Maler von Faina 103.
Aus der Fülle des vorhandenen Materials wird geschlossen, dass er sich vor allem auf das Bemalen von Schalen spezialisierte, da sich ansonsten nur wenige andere Gefäßformen erhalten haben.

## Ausgewählte Werke
- Amsterdam, Allard Pierson Museum

Fragment einer Schale 334 • Fragment einer Schale 11062 • Schale 2292
- Arezzo, Museo Nazionale Archeologico

Schale 38 • Schale 1924
- Athen, Agoramuseum

Fragmente einer Schale P 10206 • Fragment einer Schale P 22928
- Athen, Nationalmuseum

Pyxis E 671 • Schale 14513
- Berkeley, Phoebe Apperson Hearst Museum of Anthropology

Schale 8.927 • Schale 8.928 • Schale 8.929
- Berlin, Antikensammlung

Schale F 2543
- Barcelona, Museo Arqueologico

Fragment einer Schale 565 • Fragment einer Schale 4341
- Bologna, Museo civico archeologico

Skyphos 474
- Braunschweig, Herzog Anton Ulrich-Museum

Fragment einer Schale 505
- Brüssel, Musees Royaux des Beaux Arts

Schale R331
- Champaign-Urbana, Krannert Art Museum

Fragment einer Schale W 22.1.39
- Enserune, Musee National d'Enserune

Fragment einer Schale 53.1127
- Erlangen, Friedrich-Alexander-Universität

Pyxis 320 • Schale 459 F
- Ferrara, Museo Nazionale di Spina

Schale T 5 AVPA • Schale T 145 BVP • Schale T 187 • Schale T 566 • Schale T 617 • Skyphos T 618 • Skyphos T 618 B • Fragment einer Schale T 991 A
- Ferrara, Palazzo Schifanoia

Skyphos 273
- Florenz, Museo Archeologico Etrusco

Fragment einer Schale 20 B 7 • Schale 3909 • Schale 9625 • Fragment eines Skyphos PD 351 • Schale PD 375 • Fragment eines Skyphos PD 424 • Fragmente eines Skyphos PD 457-61 • Fragment einer Schale PD 464
- Frankfurt, Liebieghaus

Fragment einer Schale 556
- Freiburg, Albert-Ludwigs-Universität

Fragment einer Schale S 155
- Genua, Museo Civico di Archeologia Ligure

Schale 181
- Heidelberg, Ruprecht-Karls-Universität

Schale 155 A • Pyxis 58.21
- Hochdorf, Keltenmuseum

Fragment einer Schale.
- Leipzig, Antikensammlung der Universität

Fragment einer Schale T 515 • Schale T 3588
- London, The British Museum

Schale E 107 • Pyxis E 777
- Marzabotto, Museo Nazionale Etrusco Pompeo Aria

Fragment einer Schale
- Montauban, Musee Ingres

Schale 6 • Schale 15 • Schale 18
- München, Glyptothek und Antikensammlung

Pyxis 2723
- New Haven, Yale University

Pyxis 153
- New York, Metropolitan Museum of Art

Skyphos 96.18.73
- Orvieto, Museo Civico

Schale 179 • Schale 1046
- Oxford, Ashmolean Museum

Schale 1925.74 • Zwei Fragmente einer Schale 1927.4076 F + J • Fragment einer Schale 1930.257
- Paris, Bibliotheque Nationale (Cabinet des Medailles)

Schale 815
- Paris, Musée National du Louvre

Schale CA 1925 • Schale CA 1926 • Fragment einer Schale CP 10969 • Fragment einer Schale CP 11698 • Fragment einer Schale CP 11700 • Fragment einer Schale CP 11701 • Fragmente einer Schale CP 11702 • Pyxis G 605 • Schale G 624
- Prag, Nationalmuseum

Schale 1057
- Rom, Musei Capitolini

Skyphos 365
- Rom, Museo Nazionale Etrusco di Villa Giulia

Schale 23701 • Fragment einer Schale 5350
- Rom, Museo Torlonia

Schale 153
- San Francisco, Legion of Honour

Schale 1625
- Sarajevo, Zemaljski muzej Bosne i Hercegovine

Fragment einer Schale 139
- Stockholm, Medelhavsmuseum

Fragment einer Schale 20785
- Stockholm, Nationalmuseum

Vase in Form eines Eselkopfes G 1692
- Todi, Museo Civico

Fragmente einer Schale 199.590
- Tübingen, Antikensammlung der Universität Tübingen

Keramikfragment E 143 • Fragment einer Schale E 149 • Fragment einer Schale E 152
- Ullastret, Museum

Fragment eines Skyphos 2534
- Vatikan, Museo Gregoriano Etrusco Vaticano

Schale
- Warschau, Muzeum Narodowe

Skyphos 142314
- Washington, National Museum of Natural History

Fragment einer Schale 37625
- Wien, Universität

Fragment einer Schale 503.23 • Zwei Fragmente einer Schale 503.37 – 38 • Fragment einer Schale 503.40 • Fragment einer Schale 503.41
- Würzburg, Martin von Wagner Museum

Schale L 489